# برايس (يوتا)
برايس (بالإنجليزية: Price, Utah)‏ هي مدينة تقع في الولايات المتحدة في مقاطعة كربون، يوتا. يقدر عدد سكانها بـ 8,715 نسمة ومساحتها 11.0 كم2 وترتفع عن سطح البحر 1,715 متر.

## التركيبة السكانية
حدّد مكتب تعداد الولايات المتحدة بيانات التركيبة السكانية لبرايس في تعداد الولايات المتحدة. في ما يلي، التركيبة السكانية حسب تعدادي 2000 و2010.

### تعداد عام 2000
بلغ عدد سكان برايس 8,402 نسمة بحسب تعداد عام 2000، وبلغ عدد الأسر 3,045 أسرة وعدد العائلات 2,086 عائلة مقيمة في المدينة. في حين سجلت الكثافة السكانية 644.3 نسمة لكل كيلومتر مربع (1,668.7/ميل2). وبلغ عدد الوحدات السكنية 3,311 وحدة بمتوسط كثافة قدره 253.9 لكل كيلومتر مربع (657.6/ميل2).
وتوزع التركيب العرقي للمدينة بنسبة 90.70% من البيض و0.26% من الأمريكيين الأفارقة و1.37% من الأمريكيين الأصليين و0.56% من الأمريكيين ذوي الأصول الآسيوية و0.04% من سكان جزر المحيط الهادئ و4.25% من الأعراق الأخرى و2.82% من عرقين مختلطين أو أكثر و10.08% من الهسبانيون أو اللاتينيون من أي عرق.
بلغ عدد الأسر 3,045 أسرة كانت نسبة 36.8% منها لديها أطفال تحت سن الثامنة عشر تعيش معهم، وبلغت نسبة الأزواج القاطنين مع بعضهم البعض 53.2% من أصل المجموع الكلي للأسر، ونسبة 11.5% من الأسر كان لديها معيلات من الإناث دون وجود شريك، بينما كانت نسبة 3.8% من الأسر لديها معيلون من الذكور دون وجود شريكة وكانت نسبة 31.5% من غير العائلات. تألفت نسبة 27.4% من أصل جميع الأسر من عدة أفراد يعيشون في نفس المنزل ونسبة 12.2% كانت تتألف من شخص يعيش بمفرده يبلغ من العمر 65 عاماً أو أكثر. وبلغ متوسط حجم الأسرة المعيشية 2.60، أما متوسط حجم العائلات فبلغ 3.19.
بلغ العمر الوسطي للسكان 31.5 عاماً. وكانت نسبة 27.4% من القاطنين تحت سن الثامنة عشر، وكانت نسبة 12.1% بين الثامنة عشر والرابعة والعشرين عاماً، ونسبة 22% كانت واقعةً في الفئة العمرية ما بين الخامسة والعشرين والرابعة والأربعين عاماً، ونسبة 19.7% كانت ما بين الخامسة والأربعين والرابعة والستين، ونسبة 12.9% كانت ضمن فئة الخامسة والستين عاماً فما فوق. يوجد لكل 100 أنثى 92.3 ذكر، ويوجد لكل 100 أنثى في الثامنة عشر من عمرها فما فوق 89.1 ذكر.
بلغ متوسط دخل الأسرة في المدينة 31,687 دولارًا، أما متوسط دخل العائلة فبلغ 39,429 دولارًا. وكان متوسط دخل الذكور 37,476 دولارًا مقابل 21,081 دولارًا للإناث. وسجل دخل الفرد الخاص بالمدينة 14,313 دولارًا. وكانت نسبة 11.4% من العائلات ونسبة 15% من السكان تحت خط الفقر، وكان من هؤلاء نسبة 17.8% تحت سن الثامنة عشر ونسبة 11.1% في الخامسة والستين من العمر وما فوق.

### تعداد عام 2010
بلغ عدد سكان برايس 8,715 نسمة بحسب تعداد عام 2010، وبلغ عدد الأسر 3,227 أسرة وعدد العائلات 2,155 عائلة مقيمة في المدينة. في حين سجلت الكثافة السكانية 668.3 نسمة لكل كيلومتر مربع (1,730.9/ميل2). وبلغ عدد الوحدات السكنية 3,510 وحدة بمتوسط كثافة قدره 269.2 لكل كيلومتر مربع (697.2/ميل2).
وتوزع التركيب العرقي للمدينة بنسبة 91.22% من البيض و0.57% من الأمريكيين الأفارقة و1.41% من الأمريكيين الأصليين و0.98% من الأمريكيين ذوي الأصول الآسيوية و0.10% من سكان جزر المحيط الهادئ و3.34% من الأعراق الأخرى و2.38% من عرقين مختلطين أو أكثر و13.59% من الهسبانيون أو اللاتينيون من أي عرق.
بلغ عدد الأسر 3,227 أسرة كانت نسبة 34.8% منها لديها أطفال تحت سن الثامنة عشر تعيش معهم، وبلغت نسبة الأزواج القاطنين مع بعضهم البعض 48.9% من أصل المجموع الكلي للأسر، ونسبة 13% من الأسر كان لديها معيلات من الإناث دون وجود شريك، بينما كانت نسبة 4.9% من الأسر لديها معيلون من الذكور دون وجود شريكة وكانت نسبة 33.2% من غير العائلات. تألفت نسبة 28.4% من أصل جميع الأسر من عدة أفراد يعيشون في نفس المنزل ونسبة 12.6% كانت تتألف من شخص يعيش بمفرده يبلغ من العمر 65 عاماً أو أكثر. وبلغ متوسط حجم الأسرة المعيشية 2.53، أما متوسط حجم العائلات فبلغ 3.11.
بلغ العمر الوسطي للسكان 31.8 عاماً. وكانت نسبة 26.5% من القاطنين تحت سن الثامنة عشر، وكانت نسبة 13.4% بين الثامنة عشر والرابعة والعشرين عاماً، ونسبة 24.2% كانت واقعةً في الفئة العمرية ما بين الخامسة والعشرين والرابعة والأربعين عاماً، ونسبة 22.2% كانت ما بين الخامسة والأربعين والرابعة والستين، ونسبة 13.7% كانت ضمن فئة الخامسة والستين عاماً فما فوق. وتوزع التركيب الجنسي للسكان بنسبة 48.6% ذكور و51.4% إناث.

## أعلام
- كاساندرا لين
- إدغار بي. ستيرن
- هيرمان فرانكس
- مورغان واربورتون
- إليزابيث هيرش